# 松尾和利
松尾 和利（まつお かずとし、1960年6月30日 - ）は、日本の実業家。株式会社ジーダット代表取締役社長。福岡県出身。

## 来歴
福岡県立鞍手高等学校を経て 1984年、駒澤大学経済学部卒業。同年、直方信用金庫（現福岡ひびき信用金庫）入庫。1988年11月、セイコー電子工業（現セイコーインスツル）入社。
2004年2月、ジーダット入社、 西日本営業所長。2010年11月、営業本部長。2013年7月、執行役員営業本部長。2014年6月、取締役執行役員営業本部長。
2019年4月、代表取締役社長に就任
。